# 南部電視台

紅色地區是南部電視台播出地區

南部電視台（Southern Television）是英國獨立電視網的成員之一，在1958年8月30日至1981年8月31日為南部和東南英格蘭地區提供電視服務。南部電視台是獨立電視網的第九個成員，以製作兒童節目、古典音樂節目等領域的節目而著稱，總部位於南安普敦。在1980年的特許經營權競標中，南部電視台不敵南方電視台，失去特許經營權。

## 外部連結
- Animated Southern Television Idents （页面存档备份，存于） from 625.uk.com (Requires Macromedia Flash version 4 or later).
- Southern Television Limited （页面存档备份，存于） – Marking Nic Ayling's ownership of the name and logo device.
- | Southern Television （页面存档备份，存于）